# Bogandé
Bogandé is een stad in Burkina Faso en is de hoofdplaats van de provincie Gnagna.
Bogandé telde in 2006 bij de volkstelling 11.913 inwoners.